# Hypogée des Volumni
L'hypogée des Volumni est une tombe étrusque, l'hypogée de la famille des Volumni, datant probablement du IIIe siècle av. J.-C. Elle est située près de la ville de Pérouse en Ombrie, à Ponte San Giovanni.

## Histoire
Le tombeau a été  découvert en 1840 et constitue un des exemples les plus importants de tombe étrusque de l'époque hellénistique étrusque
Elle constituait la tombe de la famille de Arunte Volumnio (Arnth Veltimna Aules, en étrusque), de la Gens Volumnia, ancienne famille patricienne romaine.

## Description
La tombe fait partie de la vaste zone archéologique de la nécropole du Palazzone (VIe – Ve siècle av. J.-C.).
Un long couloir à gradins (dromos) permet de descendre de quelques mètres sous le niveau du sol et donne accès à la porte d'entrée de l'hypogée menant au vaste vestibule donnant accès à quatre petites chambres latérales et à trois chambres centrales plus grandes. Une de celles-ci contenait les urnes principales avec les restes des chefs de famille. L'urne de Arnth est en travertin et est surmontée par un triclinium sur lequel il est représenté allongé et accompagné des deux anges de la mort. Les inscriptions sont en latin et étrusque.
Le plafond de l'hypogée est à double pentes.
L'hypogée des Volumni a été utilisée jusqu'au Ier siècle avant d'être redécouverte le 5 février 1840 lors de travaux sur la via Assisana qui relie Ponte San Giovanni à Pérouse. À cette occasion un édifice a été construit afin de protéger l'entrée du tombeau et sert de petit musée.

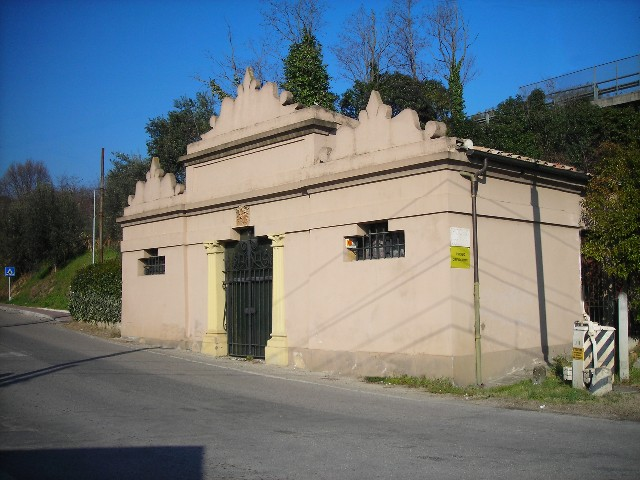
Monument sur l'entrée.
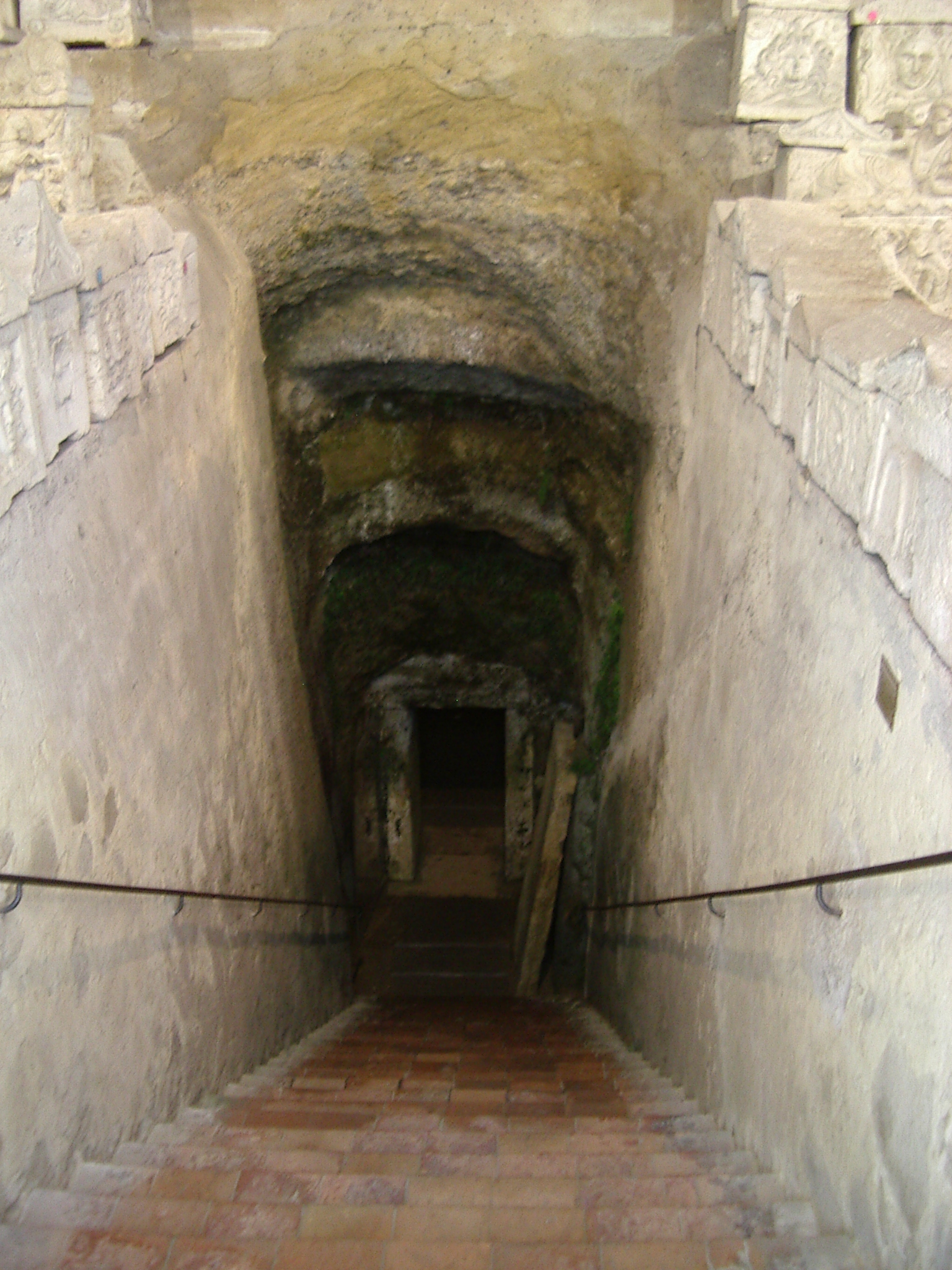
Dromos.
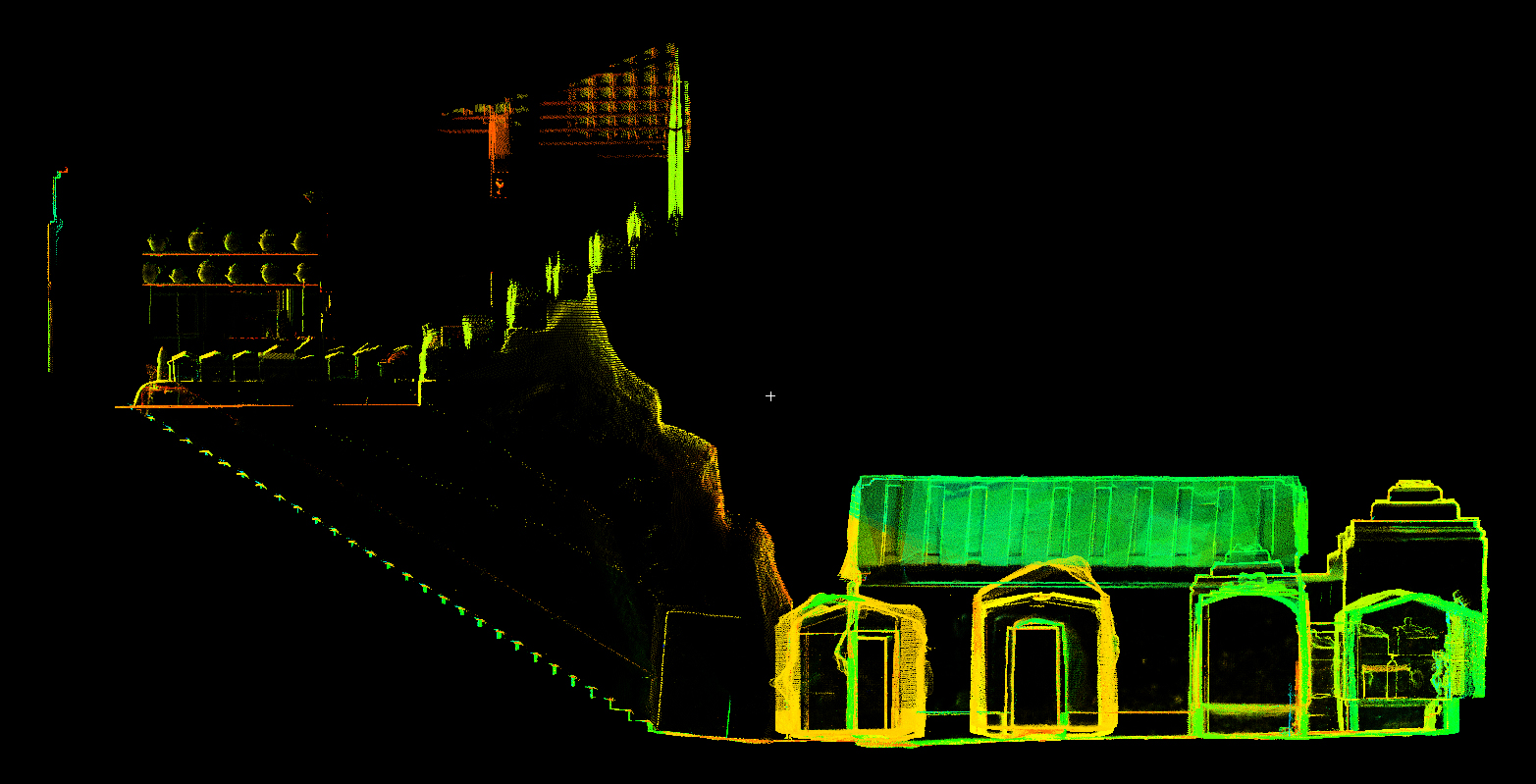
Schéma en coupe de l'hypogée.

## Reproduction
Une reproduction grandeur nature du tombeau et ses antiques avait été réalisée lors de l'exposition universelle de 1900 à Paris dans les anciennes carrières, sous le palais de Chaillot.

## Sources
- (it) Cet article est partiellement ou en totalité issu de l’article de Wikipédia en italien intitulé « Ipogeo dei Volumni » (voir la liste des auteurs).